# Nobliny
Nobliny [pronunciación en polaco: /nɔˈblinɨ/] (alemán: Neblin) es un pueblo ubicado en el distrito administrativo de Gminao Borne Sulinowo, dentro del Condado de Szczecinek, Voivodato de Pomerania Occidental, en el norte de Polonia occidental. Se encuentra aproximadamente a 9 kilómetros oeste de Aguantado Sulinowo, a 26 kilómetros al suroeste de Szczecinek, y a 122 kilómetros al este de la capital regional Szczecin.
Antes de 1772, el área fue parte del Reino de Polonia, hasta 1945 fue de Prusia y Alemania. Para más de su historia, vea Condado de Drahim e Historia de Pomerania.